# Jim Pettersson
Jim Pettersson (1 de noviembre de 1983) es un deportista sueco que compite en lucha grecorromana. Ganó una medalla de bronce en el Campeonato Mundial de Lucha de 2014, en la categoría de 80 kg.

## Palmarés internacional
| Campeonato Mundial | Campeonato Mundial   | Campeonato Mundial | Campeonato Mundial |
| Año                | Lugar                | Medalla            | Categoría          |
| ------------------ | -------------------- | ------------------ | ------------------ |
| 2014               | Taskent (Uzbekistán) | Medalla de bronce  | 80 kg              |